# North Carolina Wing Civil Air Patrol
A North Carolina Wing Civil Air Patrol (NCWG) é uma das 52 "alas" (50 estados, Porto Rico e Washington, D.C.) da "Civil Air Patrol" (a força auxiliar oficial da Força Aérea dos Estados Unidos) no Estado do North Carolina. A sede da North Carolina Wing está localizada em Burlington, Carolina do Norte. A North Carolina Wing consiste em mais de 2.000 cadetes e membros adultos distribuídos em 30 locais espalhados por todo o Estado.
A ala de North Carolina é membro da Região do Atlântico Central da CAP juntamente com as alas dos seguintes Estados: Delaware, Maryland, National Capital, South Carolina, Virginia e West Virginia.

## Histórico
A North Carolina Wing foi criada em 9 de dezembro de 1941 pelo governador J. Melville Broughton, e a ala realizou sua primeira reunião em 30 de dezembro daquele ano. No final de janeiro de 1942, a ala tinha aproximadamente 350 membros e mais de cem aeronaves. Durante a Segunda Guerra Mundial, a North Carolina Wing foi responsável por ajudar no combate a um incêndio florestal, lançando bombas de papel para simular ataques aéreos, conduzindo voos de avaliação durante exercícios de blackout e avistando U-boats na costa da Carolina do Norte.

## Missão
A Civil Air Patrol (CAP) tem três missões: fornecer serviços de emergência; oferecer programas de cadetes para jovens; e fornecer educação aeroespacial para membros da CAP e para o público em geral.

## Serviços de emergência
A CAP fornece ativamente serviços de emergência, incluindo operações de busca e salvamento e gestão de emergência, bem como auxilia na prestação de ajuda humanitária.
A CAP também fornece apoio à Força Aérea por meio da realização de transporte leve, suporte de comunicações e levantamentos de rotas de baixa altitude. A Civil Air Patrol também pode oferecer apoio a missões de combate às drogas.
Em maio de 2020, os membros da North Carolina Wing foram ativados para apoiar a resposta da Carolina do Norte à pandemia de COVID-19. Os membros da North Carolina Wing ocupavam dois depósitos de campo do Departamento de Gerenciamento de Emergências da Carolina do Norte, fornecendo suporte logístico e administrativo. Os membros também realizaram missões de transporte em apoio ao Departamento de Gerenciamento de Emergências da Carolina do Norte. Em 6 de maio de 2020, os membros da North Carolina Wing realizaram mais de 500 missões de transporte, totalizando mais de 40.000 milhas de viagens intra-estaduais. Em março de 2021, membros da North Carolina Wing forneceram suporte nos pontos de distribuição de vacinas.

## Programas de cadetes
A CAP oferece programas de cadetes para jovens de 12 a 21 anos, que incluem educação aeroespacial, treinamento de liderança, preparo físico e liderança moral para cadetes.

## Educação Aeroespacial
A CAP oferece educação aeroespacial para membros do CAP e para o público em geral. Cumprir o componente de educação da missão geral da CAP inclui treinar seus membros, oferecer workshops para jovens em todo o país por meio de escolas e fornecer educação por meio de eventos públicos de aviação.

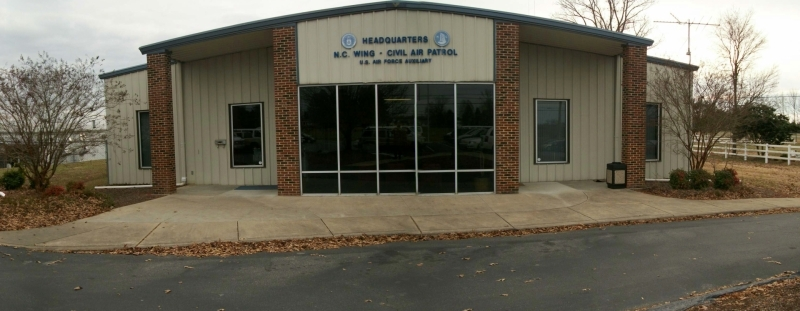
O Quartel General da North Carolina Wing.

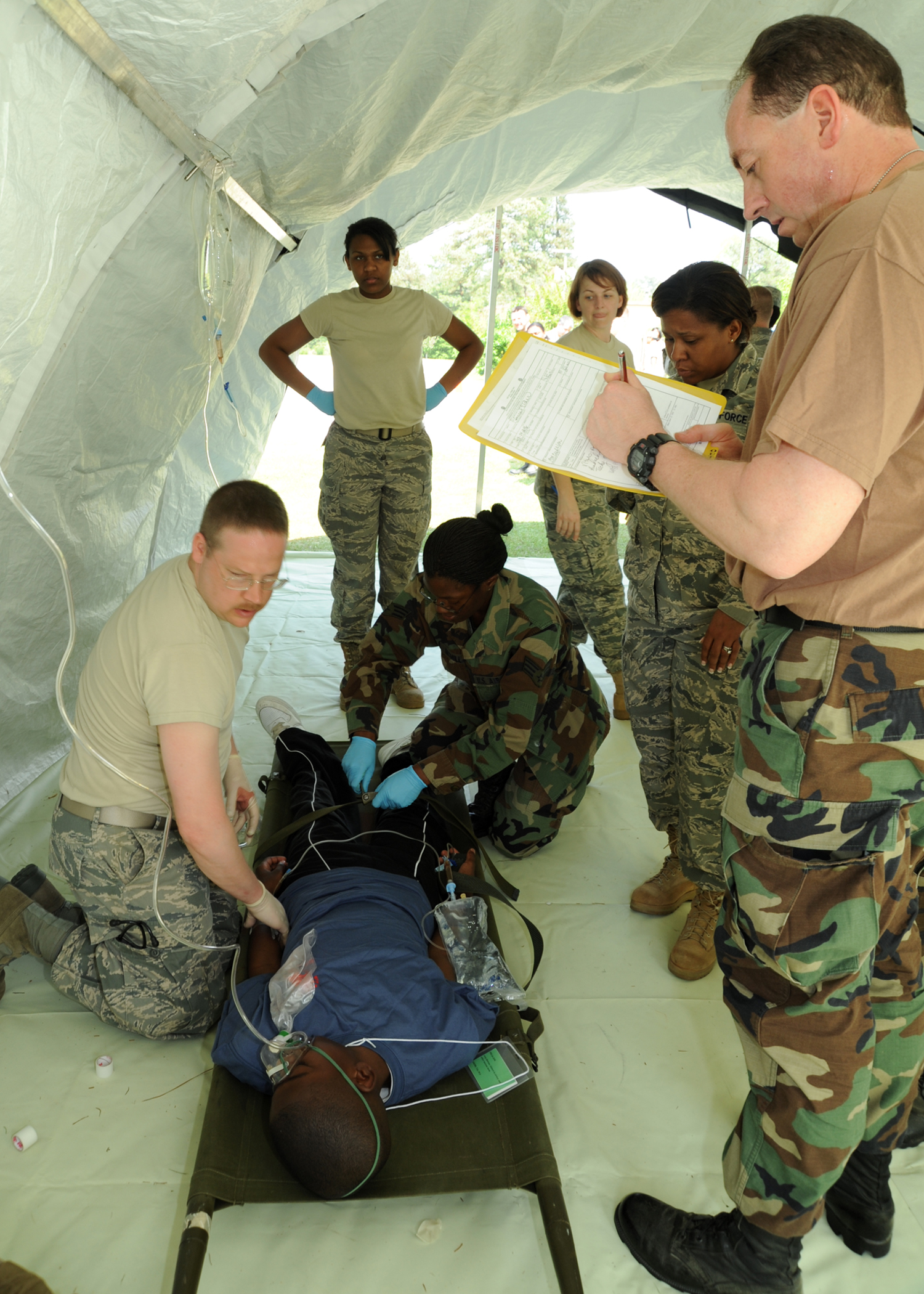
Uma equipe médica do "440th Airlift Wing Medical Squadron" responde a um cadete da North Carolina Wing que interpretou uma vítima de traumatismo cranioencefálico durante um exercício de vítimas em massa na Base Aérea Pope, N.C.

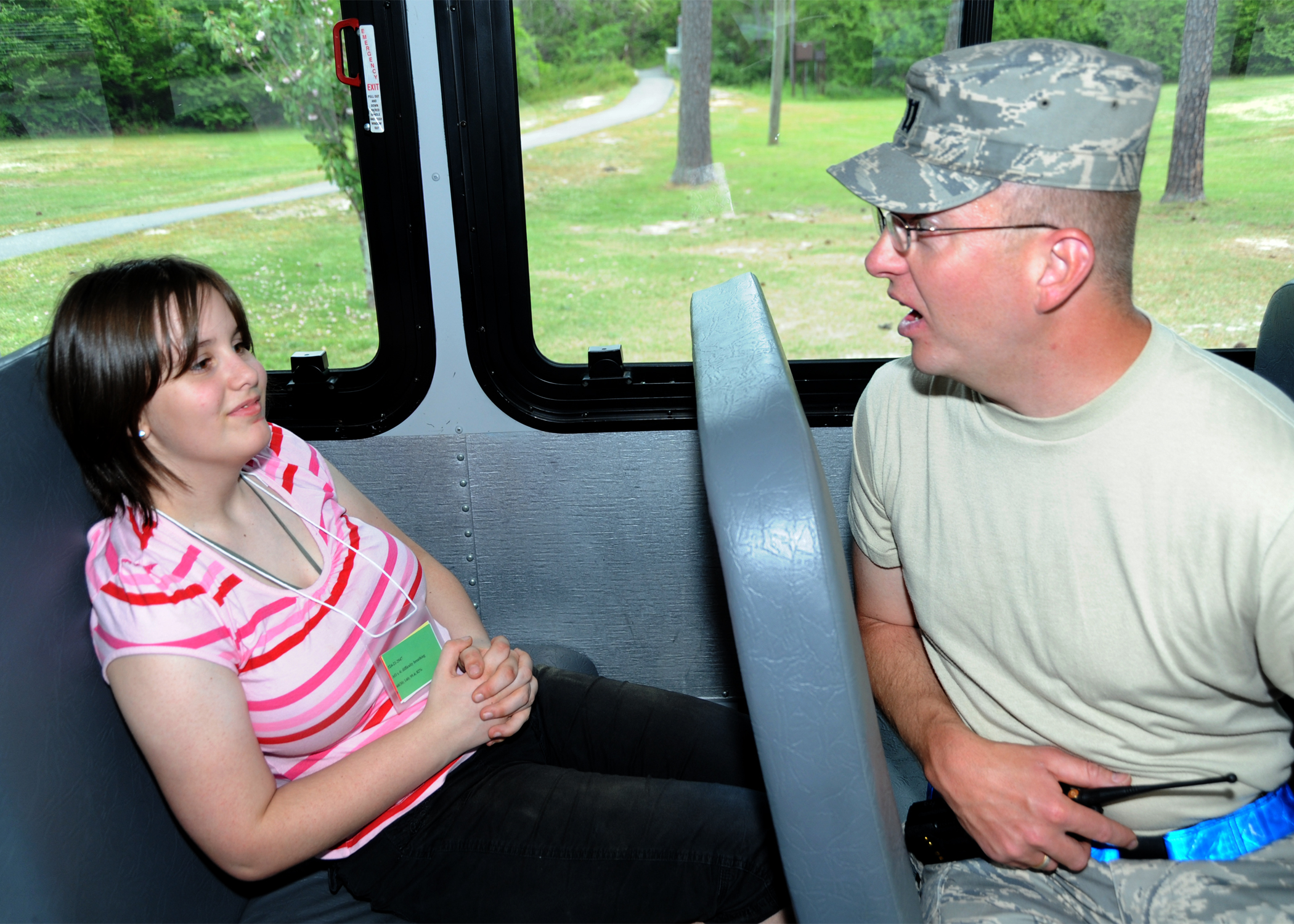
O capitão Hoyer, do "440th Airlift Wing Medical Squadron", oferece alguns conselhos sobre atuação à cadete da North Carolina Wing Candra Wilson, de 15 anos, durante um exercício de vítimas em massa.

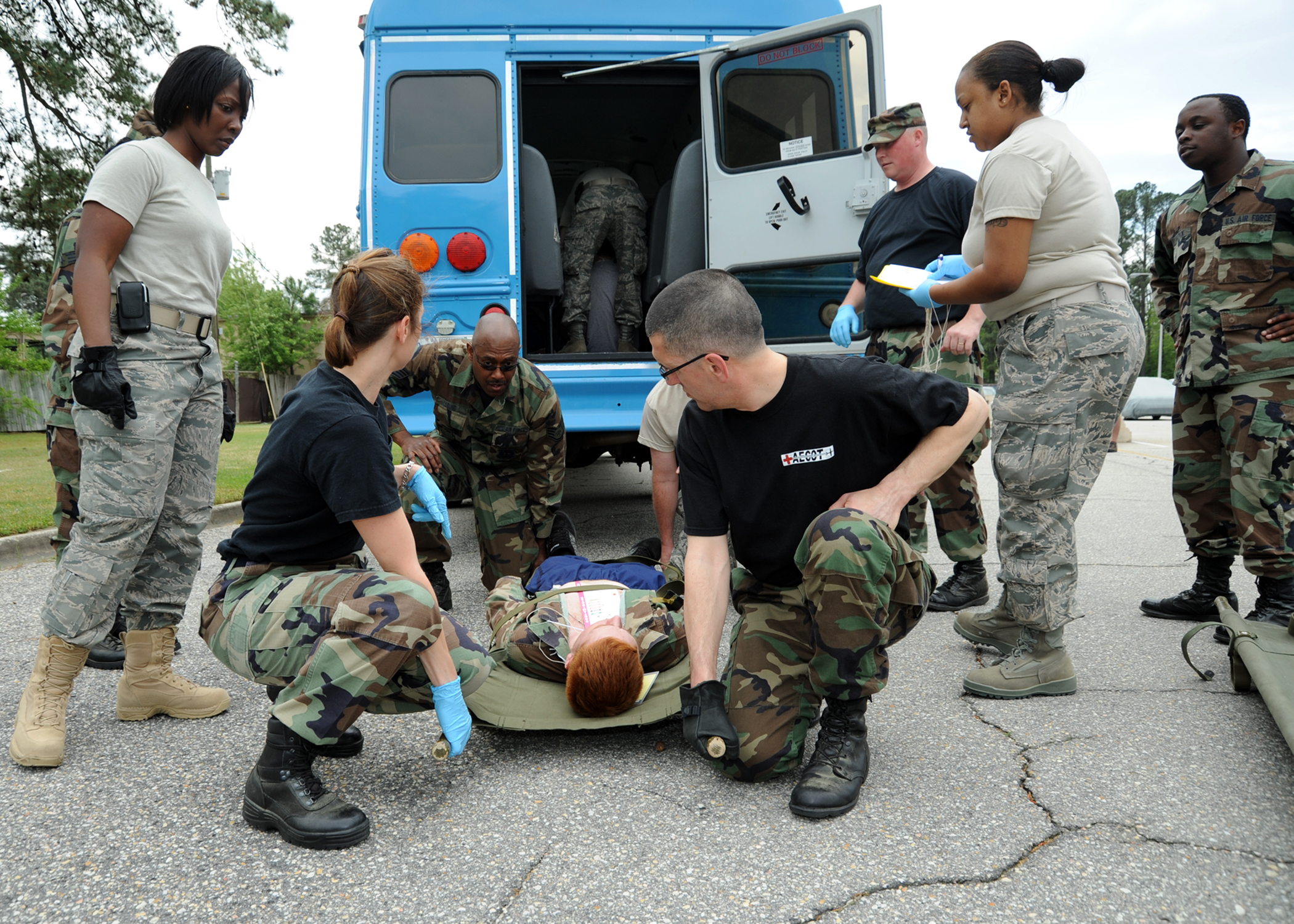
O "440th Airlift Wing Medical Squadron" remove um cadete da North Carolina Wing que faz o papel de vítima de acidente de um ônibus durante um exercício de vítimas em massa.

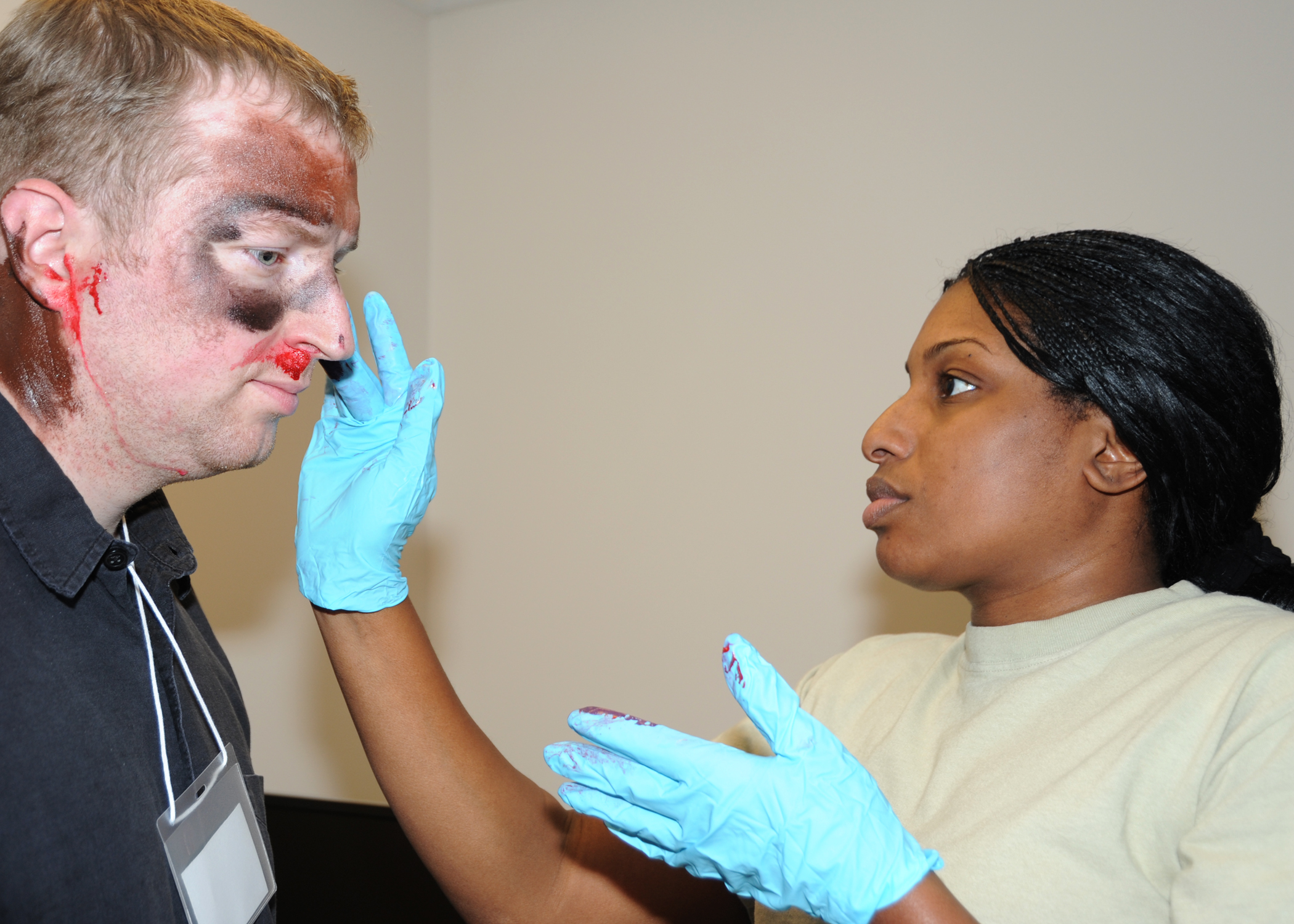
A aviadora sênior Lisa Sam, uma técnica médica do "440th Airlift Wing Medical Squadron", aplica tinta no rosto de Aaron Schaak, um cadete da North Carolina Wing, antes de um exercício de vítimas em massa.

## Organização
A North Carolina Wing tem trinta esquadrões "composite", de membros seniores ou cadetes, bem como quatro aviadores seniores fretados no estado e atribuídos a um dos seis grupos. Existem também três esquadrões não padronizados (000, 001 e 999) diretamente ligados ao quartel-general da North Carolina Wing.
| Designação | Nome do Esquadrão                   | Localização         |
| ---------- | ----------------------------------- | ------------------- |
| NC-001     | NCWG headquarters                   | Burlington          |
| NC-999     | Legislative Senior Squadron         | N/A                 |
| NC-000     | Inactive Members                    | N/A                 |
| NC-011     | Group 1 Headquarters                | Boone               |
| NC-019     | Asheville Composite Squadron        | Asheville           |
| NC-024     | Gastonia Composite Squadron         | Gastonia            |
| NC-050     | Shelby Composite Squadron           | Shelby              |
| NC-124     | Hickory Composite Squadron          | Hickory             |
| NC-153     | Boone Composite Squadron            | Boone               |
| NC-022     | Group 2 Headquarters                | Burlington          |
| NC-022     | Burlington Composite Squadron       | Burlington          |
| NC-048     | Raleigh-Wake Composite Squadron     | Raleigh             |
| NC-107     | Randolph Composite Squadron         | Asheboro            |
| NC-145     | Franklin County Composite Squadron  | Louisburg           |
| NC-150     | Orange County Composite Squadron    | Hillsborough        |
| NC-301     | Apex Cadet Squadron                 | Cary                |
| NC-003     | Group 3 Headquarters                | Greenville          |
| NC-057     | Tar River Composite Squadron        | Elm City            |
| NC-079     | Pitt-Greenville Composite Squadron  | Greenville          |
| NC-126     | Goldsboro Composite Squadron        | Seymour Johnson AFB |
| NC-160     | Cunningham Field Composite Squadron | MCAS Cherry Point   |
| NC-169     | Halifax Composite Squadron          | Roanoke Rapids      |
| NC-805     | Elizabeth City Composite Squadron   | Elizabeth City      |
| NC-004     | Group 4 Headquarters                | Indian Trail        |
| NC-307     | Guilford Composite Squadron         | Greensboro          |
| NC-082     | Winston-Salem Composite Squadron    | Winston-Salem       |
| NC-111     | 111th SAR Cadet Squadron            | Charlotte           |
| NC-121     | Charlotte Senior Squadron           | Concord             |
| NC-137     | South Piedmont Senior Squadron      | Indian Trail        |
| NC-162     | Iredell Composite Squadron          | Statesville         |
| NC-300     | Union County Composite Squadron     | Waxhaw              |
| NC-005     | Group 5 Headquarters                | Fayetteville        |
| NC-007     | Fayetteville Composite Squadron     | Pope AFB            |
| NC-023     | Cape Fear Composite Squadron        | Wilmington          |
| NC-143     | Johnston County Composite Squadron  | Smithfield          |
| NC-170     | Brunswick County Composite Squadron | Oak Island          |
| NC-171     | Sandhills Senior Squadron           | Fayetteville        |
| NC-052     | Sugar Valley Composite Squadron     | Farmington          |

## Aeronaves da North Carolina Wing
A North Carolina Wing tem dez aeronaves baseadas no Estado. Eles são mantidos em estado de prontidão para responder às missões dos serviços de emergência e são posicionados de acordo com a necessidade e disponibilidade dos pilotos. A manutenção principal da aeronave é realizada centralmente no Aeroporto de Sanford (TTA), enquanto a manutenção secundária e os reparos são realizados nos locais de base, conforme necessário. As aeronaves também são utilizadas para fornecer voos de orientação a cadetes e desenvolver proficiência e treinamento de pilotos da CAP.
| Modelo               | Matrícula | N.o CAP | Base regular                      |
| -------------------- | --------- | ------- | --------------------------------- |
| Cessna C172S         | N916CP    | CAP3202 | Southport(SUT)/Fayetteville(FAY)  |
| Cessna C172P         | N9841L    | CAP3203 | Halifax(IXA)/Pitt-Greenville(PGV) |
| Cessna C172P         | N99162    | CAP3204 | Southport(SUT)                    |
| Cessna C172P         | N99832    | CAP3205 | Concord(JQF)                      |
| Cessna C172P         | N99885    | CAP3207 | Concord(JQF)                      |
| Cessna C182T (G1000) | N716CP    | CAP3208 | Burlington(BUY)                   |
| Cessna C182T (G1000) | N963CP    | CAP3209 | Raleigh-Durham(RDU)               |
| Cessna C172R         | N991CP    | CAP3210 | Asheville(AVL)                    |
| Cessna C182R         | N9930E    | CAP3230 | Triangle North Executive (KLHZ)   |
| Cessna C182T (G1000) | N727CP    | CAP3212 | Asheville(AVL)                    |